# Moisés Moura Pinheiro
Moisés Moura Pinheiro eller bara Moisés, född 25 juli 1979 i Nanuque, är en brasiliansk före detta fotbollsspelare. Han spelade främst som mittback. Han spelade under sin karriär för bland annat Ryska Premier League-klubben Spartak Moskva och Campeonato Brasileiro Série A-klubben Flamengo.